# 寒川総合体育館
寒川総合体育館（さむかわそうごうたいいくかん）は神奈川県高座郡寒川町にある運動施設。付近に相模国一之宮である寒川神社があることから、神社建築をモチーフとした意匠となっている。

## 概要
寒川総合体育館は、1998年に開催された第53回国民体育大会（通称：かながわ・ゆめ国体）の開催に合わせて整備された施設である。寒川総合体育館は銃剣道の会場に選定され、上皇明仁の弟宮である常陸宮正仁親王が来館した。
施設は、付近に相模国一之宮である寒川神社があることから神社建築をモチーフとした意匠となっており、屋根は銅板葺きで、外壁は社殿を支える御神木の柱をイメージしている。
2016年より、指定管理者制度が導入され、シンコースポーツ株式会社と静岡ビル保善株式会社が指定管理者に選定された。また、2018年よりネーミングライツが導入され「シンコースポーツ寒川アリーナ」の愛称が使用されている。

## 沿革
- 1998年（平成10年）
  - 8月1日 - 開館。
  - 10月25日 - 第53回国民体育大会における銃剣道大会が開幕。
  - 10月26日 - 常陸宮正仁親王が来館。
- 2016年（平成28年）
  - 4月1日 - 指定管理者制度を導入。
- 2018年（平成30年）
  - 4月1日- ネーミングライツを導入。「シンコースポーツ寒川アリーナ」の愛称が使用される。

## 施設
固定観覧席966席と移動観覧席540席の計1506席の観覧席があるメインアリーナの他、武道場、弓道場やトレーニングルーム、浴室、スポーツサウナ等がある。また、多目的室や会議室、喫茶室等も設置されている。
開館時間
- 9時00分から21時00分

休館日
- 第4月曜日、12月29日から1月3日

## アクセス
最寄駅
- JR相模線：寒川駅

最寄IC
- 圏央道:寒川北IC

## 関連施設
- さむかわ中央公園